# Jean-Baptiste de Pauw

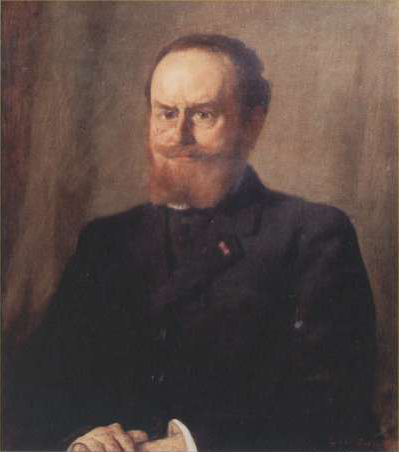
Portret van Jean-Baptiste Charles de Pauw
door Franz Deutmann, 1912
collectie Conservatorium van Amsterdam

Jean-Baptiste Charles de Pauw (Brussel, 30 maart 1852 - Bussum, 10 juni 1924) was een organist en muziekpedagoog van Belgische afkomst, die in Nederland woonde en werkte.

## Leven en werk
Hij groeide op in Brussel. Zijn ouders waren de musicus, literator, portretschilder en graficus Fortuné Livin Désiré De Pauw die hem zijn eerste muzieklessen gaf, en de vooral in België en Italië bekende zangeres Louise Pauline De Roij. Als zevenjarige trad hij voor het eerst in het openbaar op. In 1864 ging hij studeren bij Alphonse Mailly aan het Koninklijk Conservatorium Brussel. In die periode heeft hij eens voorgespeeld voor Franz Liszt, met wie hij zelfs piano à quatre mains gespeeld heeft. Al een jaar voordat hij in 1873 afstudeerde met de Prix d'Excellence werd hij de organist-titularis van het Pierre Schyven-orgel van de Sint-Bonifatiuskerk in de Brusselse gemeente Elsene. Hij volgde ook compositielessen bij François-Joseph Fétis en na diens overlijden bij François-Auguste Gevaert. Hij dong driemaal met een cantate mee naar de Prix de Rome, zonder die te winnen: in 1875 haalde hij een eervolle vermelding (3e prijs), in 1877 en 1879 won hij de tweede prijs.
In 1879 verhuisde De Pauw naar Nederland, waar hij de rest van zijn leven werkzaam bleef. Hij was benoemd tot 'Paleisorganist' van het Paleis voor Volksvlijt aan het Frederiksplein in Amsterdam, waar in 1875 een groot concertorgel van Cavaillé-Coll was geplaatst. Hij concerteerde wekelijks op dit grote instrument, vaak ook met het Paleisorkest dat onder leiding stond van Johannes Meinardus Coenen (na 1891 Richard Hol), en met diverse solisten. Hierbij spande hij zich in voor de Frans-Belgische romantische orgelcultuur, die in Nederland minder populair was dan de Duits-Oostenrijkse, die van hem overigens ook veel aandacht kreeg. Het Paleis voor Volksvlijt als muzikaal centrum was echter niet opgewassen tegen de concurrentie door het in 1888 geopende Concertgebouw, dat een Maarschalkerweerd-concertorgel had laten bouwen. In 1895 werden het Paleisorkest en de functie van Paleisorganist opgeheven. Het Cavaillé-Coll-orgel verhuisde later naar het Haarlemse Concertgebouw (nu de Philharmonie Haarlem), waar De Pauws leerling George Robert het officieel in gebruik nam in 1924 (het sterfjaar van zijn leermeester) en er tot 1955 de vaste bespeler van bleef.
De Pauw had na 1895 geen vaste functie meer als organist en trad nog maar zelden op. Een belangrijke uitzondering was zijn spel bij de inhuldiging van koningin Wilhelmina op 6 september 1898, op het Schonat-orgel van de Amsterdamse Nieuwe Kerk. In tegenstelling tot de meeste organisten heeft hij in Nederland nooit een aanstelling als kerkmusicus gehad of geambieerd. Hij richtte zijn aandacht vrijwel uitsluitend op het lesgeven en was al in 1884 benoemd tot docent orgel en piano aan het toen opgerichte Amsterdamsch Conservatorium. Hij kreeg spoedig vele studenten. Toen hij in 1886 de eervolle uitnodiging kreeg om te solliciteren naar de functie van vaste organist van het beroemde hoofdorgel van de Grote of Sint-Bavokerk in Haarlem van Christian Müller, zag hij ervan af omdat hij het te druk had. Tot De Pauws leerlingen behoorden de broers Louis en George Robert, Hendrik en Willem Andriessen, Evert Cornelis, Julia Culp, Marius Monnikendam, Aaltje Noordewier-Reddingius, Bernhard van den Sigtenhorst Meyer, Anthon van der Horst, Cornelis de Wolf, Jacob Bijster, Jan Nieland, Anton Tierie, Hennie Schouten, Cor Kee, Johan Winnubst en Eduard van Beinum. Naast de aanstelling aan het conservatorium was hij vanaf 1895 ook docent aan de Amsterdamse Toonkunstmuziekschool. Hij behield al zijn onderwijstaken tot aan zijn dood op 72-jarige leeftijd in 1924.
De Pauw was volgens tijdgenoten een zeer geliefd docent. In zijn opvattingen als orgeldocent was hij vrijer dan een aantal van zijn collega's. Zo maakte en speelde hij vele arrangementen en orgeltranscripties van bestaande muziek. Hij kon echter ook principieel opkomen voor de integriteit van een compositie. Toen hij daarover eens een conflict kreeg met Willem Mengelberg bij het Concertgebouworkest, liet hij zich vervangen door een buigzamer organist. Zijn opvattingen over de interpretatie van barokmuziek van onder anderen Bach en Händel riepen veel discussie op, maar deden geen afbreuk aan de waardering die andere organisten voor hem hadden.
In 1912, bij zijn zestigste verjaardag, werd Jean-Baptiste de Pauw benoemd tot ridder in de Belgische Leopoldsorde.

## Composities
Als componist was De Pauw vooral in zijn jonge jaren actief. Hij schreef onder meer:
- twee symfonieën
- de liederen La Jeune Fille en Berceuse
- drie cantates voor de Prix de Rome: La Sirène (1875), La Cloche Roeland (1877),  Camoëns (1879)
- voor piano: Trois Morceaux Caractéristiques (ook bekend als Gavotte, Intermezzo et Courante voor orgel)
- voor piano: Prélude et Fugato
- voor piano en viool: Quatre pièces (1898)
- voor orgel: Rêve d’Amour (1882), opgedragen aan zijn echtgenote Louisa Hester Beudt
- vele orgeltranscripties van werken van andere componisten, vrijwel alle ongepubliceerd en verloren gegaan.

## Eerbetoon
In november 1925 werd op zijn graf een zandstenen gedenkteken onthuld ontworpen door Mari Andriessen; het was gefinancierd door leerlingen vrienden en draagt het opschrift
Jean Baptiste Charles de Pauw, 31 mei 1852-10 juni 1924, van leerlingen en vrienden